# Saint-Vincent-Lespinasse
 Saint-Vincent-Lespinasse  es una comuna y población de Francia, en la región de Mediodía-Pirineos, departamento de Tarn y Garona, en el distrito de Castelsarrasin y cantón de Moissac-1.
Su población en el censo de 1999 era de 204 habitantes.
Está integrada en la Communauté de communes des Deux Rives .

## Demografía
| 206 | 216 | 201 | 220 | 219 | 204 |
| Para los censos de 1962 a 1999 la población legal corresponde a la población sin duplicidades (Fuente: INSEE [Consultar]) |     |     |     |     |     |